# Brissy
Brissy est une localité de Brissy-Hamégicourt, dont elle est le chef-lieu, et une ancienne commune française, située dans le département de l'Aisne en région Hauts-de-France.

## Géographie
La commune avait une superficie de 6,37 km2.

## Histoire
La commune de Brissy a été créée lors de la Révolution française. Le 25 février 1965, elle absorbe la commune voisine d'Hamégicourt, à la suite d'un arrêté préfectoral du 20 février 1965. La nouvelle entité prend le nom de Brissy-Hamégicourt.

## Administration
Jusqu'à sa suppression en 1965, la commune faisait partie du canton de Moÿ-de-l'Aisne dans le département de l'Aisne. Elle portait le code commune 02124. Elle appartenait aussi à l'arrondissement de Saint-Quentin depuis 1801 et au district de Saint-Quentin entre 1790 et 1795. La liste des maires de Brissy est :
| Période                                  | Période | Identité | Étiquette | Qualité |
| ---------------------------------------- | ------- | -------- | --------- | ------- |
|                                          |         |          |           |         |
| Les données manquantes sont à compléter. |         |          |           |         |

## Démographie
Jusqu'en 1965, la démographie de Brissy était :
| 1793 | 1800 | 1806 | 1821 | 1831 | 1836 | 1841 | 1846  | 1851  |
| ---- | ---- | ---- | ---- | ---- | ---- | ---- | ----- | ----- |
| 797  | 823  | 888  | 837  | 956  | 965  | 970  | 1 020 | 1 018 |

| 1856  | 1861  | 1866  | 1872  | 1876 | 1881 | 1886 | 1891 | 1896 |
| ----- | ----- | ----- | ----- | ---- | ---- | ---- | ---- | ---- |
| 1 005 | 1 008 | 1 059 | 1 004 | 912  | 858  | 721  | 678  | 625  |

| 1901 | 1906 | 1911 | 1921 | 1926 | 1931 | 1936 | 1946 | 1954 |
| ---- | ---- | ---- | ---- | ---- | ---- | ---- | ---- | ---- |
| 582  | 524  | 488  | 365  | 364  | 420  | 409  | 400  | 441  |

| 1962 | - | - | - | - | - | - | - | - |
| ---- | - | - | - | - | - | - | - | - |
| 413  | - | - | - | - | - | - | - | - |

### Etablissements
Maison Alzheimer de Brissy-Hamégicourt